# Уток

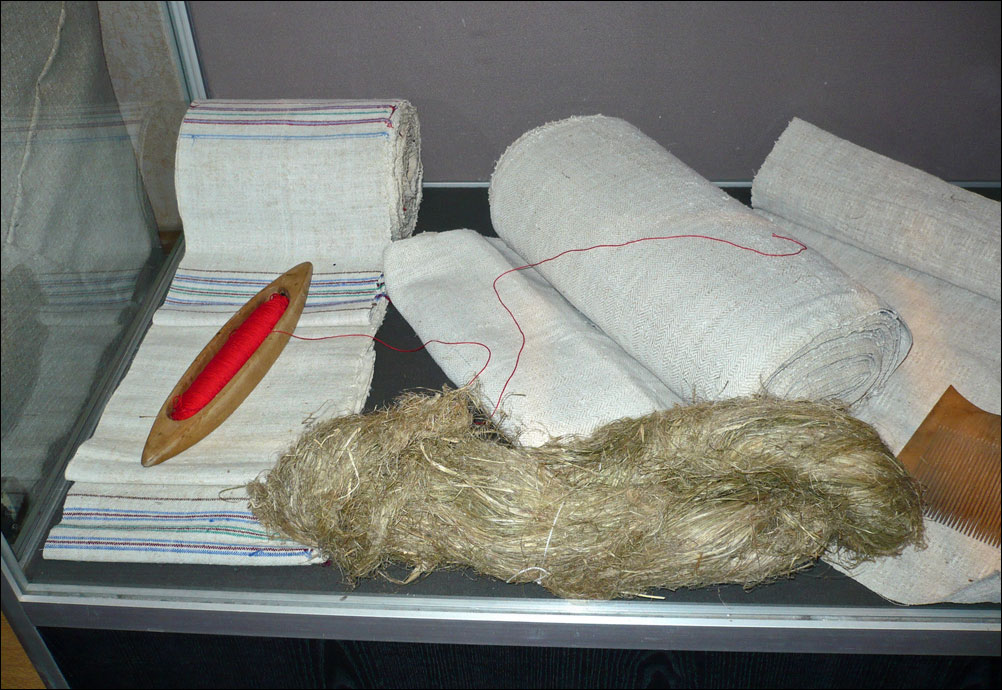
Кудель, ткацкий уток (на челноке), домотканая материя

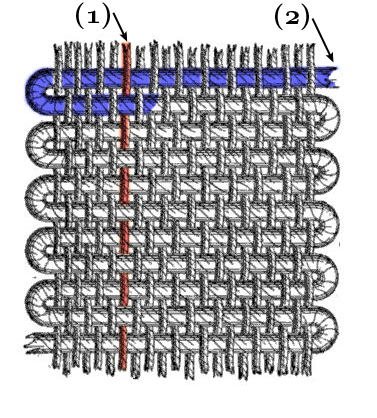
Основа (1) и уток (2)

Уто́к — совокупность направленных параллельных друг другу нитей в ткани, располагающихся поперечно к нитям основы и проходящих от одной кромки ткани до другой. Вместе с системой основы образует ткацкое переплетение.

## Подготовка утка
Зачастую от утка не требуется такой крепости, как от основы, поэтому ему придают большую гибкость, чтобы он свободнее укладывался между нитями основы, а также пушистость, чтобы он заполнял промежутки между нитями и делал ткань плотнее на просвет. Поэтому уточную пряжу крутят гораздо слабее, чем основу. В то же время иногда по техническим требованиям к конечному продукту (ткани) уток должен обладать прочностью, не уступающей основе. В этом случае уточные нити выпускаются также с высокой круткой, а также иногда и шлихтуются (а также замасливаются, если речь идёт о филаментной нити из полимеров или стекла).
Подготовка к ткачеству зависит от типа станка, типа пряжи (собственно пряжа или комплексная крученая или некрученая нить), способа получения уточной пряжи (кольцевое или пневмомеханическое прядение, что определяет тип паковки с пряжей, входящей в ткацкий цех).
Для челночных станков подготовка заключалась в намотке на шпулю (если пряжа прямо уже с прядильной машины не получается в форме шпули или початка, могущего быть вложенным в челнок), а затем в намачивании или запаривании, чтобы отнять у нитей стремление скручиваться и образовывать петли (сукрутины). В некоторых случаях (например, при изготовлении сукна) утку придают крутку в обратном основе направлении.
Для бесчелночных станков уточная пряжа используется в стандартных товарных бобинах, как правило, ёмкостью не менее трёх-четырёх килограммов.